# 500 Milhas de Indianápolis de 1912
A 2ª edição das 500 Milhas de Indianápolis (creditada oficialmente como "International 500-Mile Sweepstakes Race") foi disputada no dia 30 de maio no Indianapolis Motor Speedway, localizado na cidade de Speedway, em Indiana. Teve como vencedor o norte-americano Joe Dawson, que liderou apenas 2 voltas da prova, dominada pelo italiano Ralph DePalma, que abandonou devido a um problema de biela.
O pace car foi um Stutz conduzido pelo empresário Carl G. Fisher, a largada foi dada por Fred J. Wagner e R. P. Hooper foi o responsável pela ordem de ligar os motores. Um total de 75 mil espectadores acompanhou a prova.

## Resultado
| Posição | Número | Piloto               | Carro              | Participante                   | Motor              | Cilindros | Deslocamento          | Chassi    | Cor                  | Velocidade de Classificação | Posição de Largada      | Tempo              | Voltas / Velocidade / Razão do abandono |
| ------- | ------ | -------------------- | ------------------ | ------------------------------ | ------------------ | --------- | --------------------- | --------- | -------------------- | --------------------------- | ----------------------- | ------------------ | --------------------------------------- |
| 1       | 8      | Joe Dawson           | National           | National Motor Vehicle Company | National           | 4         | 491 cid / 8.05 litros | National  | azul/branco          | 86.13 mph / 138.61 km/h     | 7                       | 6:21:06            | 200 - 78.719 mph / 126.686 km/h         |
| 2       | 3      | Teddy Tetzlaff       | Fiat               | E. E. Hewlett                  | Fiat               | 4         | 589 cid / 9.65 litros | Fiat      | vermelho             | 84.24 mph / 135.57 km/h     | 3                       | 6:31:29 / +10:23   | 200 - 76.632 mph / 123.327 km/h         |
| 3       | 21     | Hughie Hughes        | Mercer             | Mercer Motors Company          | Mercer             | 4         | 301 cid / 4.93 litros | Mercer    | amarelo              | 81.81 mph / 131.66 km/h     | 17                      | 6:33:09 / +12:03   | 200 - 76.307 mph / 122.80 km/h          |
| 4       | 28     | Charlie Merz         | Stutz              | Ideal Motor Car Company        | Wisconsin          | 4         | 390 cid / 6.39 litros | Stutz     | cinza                | 78.88 mph / 126.95 km/h     | 22                      | 6:34:40 / +13:34   | 200 - 76.014 mph / 122.333 km/h         |
| 5       | 18     | Bill Endicott        | Schacht            | Schacht Motor Car Company      | Wisconsin          | 4         | 390 cid / 6.39 litros | Schacht   | vermelho             | 80.57 mph / 129.66 km/h     | 15                      | 6:46:28 / +25:22   | 200 - 73.807 mph / 118.781 km/h         |
| 6       | 2      | Len Zengel           | Stutz              | Ideal Motor Car Company        | Wisconsin          | 4         | 390 cid / 6.39 litros | Stutz     | cinza                | 78.85 mph / 126.90 km/h     | 2                       | 6:50:28 / +29:22   | 200 – 73.088 mph / 117.624 km/h         |
| 7       | 14     | Johnny Jenkins       | White              | White Indianapolis Company     | White              | 6         | 490 cid / 8.03 litros | White     | branco               | 80.82 mph / 130.07 km/h     | 11                      | 6:52:38 / +31:32   | 200 – 72.704 mph / 117.006 km/h         |
| 8       | 22     | Joe Horan            | Lozier             | Dr. W. H. Chambers             | Lozier             | 4         | 545 cid / 8.39 litros | Lozier    | branco/vermelho      | 80.48 mph / 129.52 km/h     | 18                      | 6:59:38 / +38:32   | 200 – 71.491 mph / 115.054 km/h         |
| 9       | 9      | Howdy Wilcox         | National           | National Motor Vehicle Company | National           | 4         | 590 cid / 9.67 litros | National  | azul/branco          | 87.20 mph / 140.33 km/h     | 8                       | 7:11:30 / +50:24   | 200 – 69.525 mph / 111.890 km/h         |
| 10      | 19     | Ralph Mulford        | Knox               | Ralph Mulford                  | Knox               | 6         | 597 cid / 9.78 litros | Knox      | branco/vermelho      | 87.88 mph / 141.43          | 16                      | 8:53:00 / +2:31:54 | 200 – 56.285 mph / 90.582 km/h          |
| 11      | 10     | Ralph DePalma        | Mercedes           | E. J. Schroeder                | Mercedes           | 4         | 583 cid / 9.55 litros | Mercedes  | branco               | 86.02 mph / 138.44          | 4                       |                    | 198 – biela                             |
| 12      | 15     | Bob Burman           | Cutting            | Clark-Carter Auto Company      | Cutting            | 4         | 598 cid / 9.80 litros | Cutting   | branco/vermelho      | 84.11 mph / 135.36 km/h     | 12                      |                    | 157 – acidente, curva dois              |
| 13      | 12     | Bert Dingley         | Simplex            | Bert Dingley                   | Simplex            | 4         | 597 cid / 9.67 litros | Simplex   | vermelho/branco      | 26                          | 80.77 mph / 129.99 km/h |                    | 116 - biela                             |
| 14      | 25     | Joe Matson           | Lozier             | O. Applegate                   | Lozier             | 4         | 545 cid / 8.93 litros | Lozier    | branco/vermelho      | 79.90 mph / 128.59 km/h     | 21                      |                    | 110 - rachadura                         |
| 15      | 7      | Spencer Wishart      | Mercedes           | Spencer Wishart                | Mercedes           | 4         | 583 cid / 9.55 litros | Mercedes  | cinza/preto/vermelho | 83.95 mph / 135.10 km/h     | 6                       |                    | 82 - ligação de água                    |
| 16      | 3      | Gil Andersen         | Stutz              | Ideal Motor Car Company        | Wisconsin          | 4         | 390 cid / 6.39 litros | Stutz     | cinza/branco         | 80.93 mph / 130.24 km/h     | 1                       |                    | 80 - acidente, curva três               |
| 17      | 17     | Billy Liesaw         | Marquette-Buick    | Will Thomson                   | Buick              | 4         | 594 cid / 9.73 litros | Marquette | bronze/vermelho      | 77.51 mph / 124.74          | 14                      |                    | 72 - pegou fogo                         |
| 18      | 46     | Louis Disbrow        | Case               | J. I. Case T. M. Company       | Case               | 6         | 450 cid / 7.37 litros | Case      | branco/vermelho      | 76.54 mph / 123.18 km/h     | 24                      |                    | 67 - pino diferencial                   |
| 19      | 23     | Mel Marquette        | McFarlan           | Speed Motors Company           | McFarlan           | 6         | 425 cid / 6.96 litros | McFarlan  | cinza                | 78.08 mph / 125.66 km/h     | 19                      |                    | 63 - rodas quebradas                    |
| 20      | 6      | Eddie Hearn          | Case               | J. I. Case T. M. Company       | Case               | 6         | 450 cid / 7.37 litros | Case      | branco/vermelho      | 81.85 mph / 131.72 km/h     | 5                       |                    | 55 - rolamento queimado                 |
| 21      | 16     | Eddie Rickenbacker   | Firestone-Columbus | Columbus Buggy Company         | Firestone-Columbus | 4         | 345 cid / 5.65 litros | Fiat      | carmesim/preto       | 77.30 mph / 124.40 km/h     | 13                      |                    | 43 - válvula de admissão                |
| 22      | 29     | David L. Bruce-Brown | National           | National Motor Vehicle Company | National           | 4         | 590 cid / 9.67 litros | National  | azul/branco          | 88.45 mph / 142.35 km/h     | 23                      |                    | 25 - problema na válvula                |
| 23      | 10     | Harry Knight         | Lexington          | Lexington Motor Car Company    | Lexington          | 6         | 422 cid / 6.92 litros | Lexington | marrom/branco        | 9                           |                         |                    | 6 - problema no motor                   |
| 24      | 26     | Len Ormsby           | Opel               | I. C. Stern & B. C. Noble      | Opel               | 4         | 450 cid / 7.37 litros | Opel      | cinza/vermelho       | 84.09 mph / 135.33 km/h     | 20                      |                    | 5 - biela                               |